# Entidad Nacional de Acreditación
Entidad Nacional de Acreditación (ENAC) (deutsch: Nationale Akkreditierungsstelle) ist die nationale Akkreditierungsstelle des Königreich Spaniens.
Im Zuge der europäischen Verordnung (EG) Nr. 765/2008 (Artikel 4 Absatz 1) mussten alle EU-Mitgliedstaaten ab 1. Januar 2010 eine einzige nationale Akkreditierungsstelle benennen. Laut Königlichen Erlass 1715 vom 17. Dezember 2010 (Real Decreto 1715/2010) ist dies die ENAC.
Die Arbeitsweise des Accredia wird durch Peer-Review überprüft. Grundlage hierfür sind die multilateralen Anerkennungsabkommen (EA-MLA, IAF-MLA und ILAC-MRA). Der Accredia ist Mitglied in der Europäischen Kooperation für Akkreditierung (EA) und Vollmitglied der International Laboratory Accreditation Cooperation.